# 342P/SOHO
342P/SOHO è una cometa periodica appartenente alla famiglia delle comete gioviane.
La cometa ha una MOID coi pianeti Terra, 0,131835 UA, Venere, circa 0,1275 UA (distanza che sarà raggiunta il 30 settembre 2021) e Mercurio, circa 0,0781 UA (distanza raggiunta il 2 aprile 1995) .

## Storia della scoperta
La scoperta della cometa ha una lunga e complessa storia: è stata scoperta inizialmente il 30 luglio 2000 dal meteorologo ed astrofilo britannico Jonathan David Shanklin tramite le immagini riprese dallo strumento C2 della sonda SOHO; fu denominata SOHO 189 e considerata una cometa non periodica. Riscoperta il 23 novembre 2005 dall'astrofilo cinese Bo Zhou sempre con le immagini C2 della SOHO fu denominata SOHO 1057. Questa volta l'astrofilo tedesco Sebastian Florian Hönig, divenuto in seguito astronomo professionista, ipotizzò che le due comete fossero due ritorni di una stessa cometa, ossia che ci si trovasse davanti ad una cometa periodica.
La successiva riscoperta, avvenuta il 9 marzo 2011, effettuata da parte dell'astrofilo tedesco Rainer Kracht era attesa; la cometa ricevette la denominazione SOHO 2033 tramite le immagini riprese questa volta dallo strumento C3 della SOHO .
Infine il 1 luglio 2016 l'astrofilo tailandese Worachate Boonplod ha riscoperto la cometa, anch'egli con le immagini C2 della SOHO; alla cometa è stata data la denominazione SOHO 3165: con questa terza riscoperta la cometa ha ricevuto la sua denominazione definitiva, 342P/SOHO.